# Alain Bizet
Pour les articles homonymes, voir Bizet (homonymie).
Alain Bizet (né le 3 septembre 1954 à Puteaux,) est un coureur cycliste français, actif dans les années 1970 et 1980.

## Biographie
En 1976 et 1977, Alain Bizet évolue au niveau amateur sous les couleurs du CSM Puteaux. Il se distingue durant cette période en remportant onze courses, dont Paris-Auxerre. Il prend ensuite une licence à l'AAJ Blois, avec lequel il s'impose à quatorze reprises en 1978. Il termine par ailleurs deuxième du Tour du Loir-et-Cher en 1981. La même année, il fait l'objet d'un contrôle antidopage positif.
Il passe finalement professionnel en 1983 au sein de la formation belge Fangio-Tönissteiner, alors qu'il est âgé de vingt-huit-ans. Le 7 février, il se distingue pour sa reprise en prenant la neuvième place de La Marseillaise. Les semaines suivantes, il termine cinquième de la Nokere Koerse et onzième du Tour du Limbourg. Il intègre ensuite la structure française Coop-Hoonved-Rossin en 1984. Remplaçant pour le Tour de France, il ne fait pas partie des coureurs retenus pour disputer la Grande Boucle. En fin de saison, son équipe disparaît après de lingues années passées dans le peloton. Bizet tire un trait définitif sur la compétition. 
Après sa carrière sportive, il reste dans le milieu du vélo en exerçant le métier de masseur dans diverses équipes françaises (Toshiba, Bouygues Telecom, FDJ). En 2013, il s'occupe des relations publiques pour la marque Antargaz sur le Tour de France.

## Palmarès
- 1976
  - Paris-Auxerre
  - 3e de Paris-Rouen
- 1978
  - 1re étape du Tour du Loir-et-Cher
- 1980
  - 3e du championnat de l'Orléanais sur route
  - 3e du championnat de France des comités
- 1981
  - 2e du Tour du Loir-et-Cher